# Lümandu (Kohila)
Lümandu – wieś w Estonii, prowincji Rapla, w gminie Kohila.